# Tetragnatha paradoxa
Tetragnatha paradoxa este o specie de păianjeni din genul Tetragnatha, familia Tetragnathidae, descrisă de Yutaka Okuma în anul 1992.
Este endemică în Costa Rica. Conform Catalogue of Life specia Tetragnatha paradoxa nu are subspecii cunoscute.